# Мавлави (район Рудаки)
Мавлави́ (тадж. Мавлавӣ, до 2008 года — Янгикургон) — село в районе Рудаки Республики Таджикистан. Входит в состав джамоата (сельской общины) Гулистон района Рудаки.
Находится недалеко от г. Душанбе, на расстоянии 28 км от райцентра (пгт. Сомониён) и 8 км от центра общины (село Гулистон).
Население — 3124 чел. (2017).